# Alchemilla haraldii
Alchemilla haraldii är en rosväxtart som beskrevs av Sergei Vasilievich Juzepczuk. Alchemilla haraldii ingår i släktet daggkåpor, och familjen rosväxter. Inga underarter finns listade i Catalogue of Life.